# Le Pas suspendu de la cigogne
Pour plus de détails, voir Fiche technique et Distribution.
Le Pas suspendu de la cigogne (Το Μετέωρο Βήμα του Πελαργού (To Météoro vima tou pelargou)) est un film grec réalisé par Theo Angelopoulos, sorti en 1991.
Le film fit 60 000 entrées en première exclusivité en Grèce, soit le double de l'ensemble des dix autres films grecs sortis cette année-là.

## Synopsis
Alexandre, jeune reporter, est envoyé en mission près de la frontière albanaise où des réfugiés de diverses nationalités attendent de pouvoir traverser celle-ci. Alexandre croit reconnaître parmi eux une personnalité politique disparue mystérieusement dix années plus tôt.

## Fiche technique
- Titre : Le Pas suspendu de la cigogne
- Titre original : Το Μετέωρο Βήμα του Πελαργού
- Réalisation : Theo Angelopoulos
- Scénario : Theo Angelopoulos, Tonino Guerra, Petros Markaris et Thanásis Valtinós
- Directeur de la photographie : Yorgos Arvanitis et Andréas Sinanos
- Décors : Mikes Karapireris
- Costumes : Giorgos Patsas
- Son : Marinos Athanassopoulos
- Montage : Giannis Tsitsopoulos
- Musique : Eleni Karaindrou
- Production : Centre du cinéma grec, Theo Angelopoulos, Arena Film, Vega Film, Erre Produzioni
- Pays d'origine : Grèce
- Format : Couleurs - 1,85:1 - Mono - 35 mm
- Genre : Drame
- Durée : 143 minutes
- Date de sortie : 1991

## Distribution
- Marcello Mastroianni : l'homme politique disparu
- Jeanne Moreau : la femme
- Grigóris Patrikaréas : Alexandre
- Ilias Logothetis : le colonel
- Dora Hrisikou : la fille
- Dimitris Poulikakos : le directeur de la photographie
- Gerasimos Skiadaressis : le serveur